# Bruno Gazzotti
Bruno Gazzotti   (Lieja, 16 de setembre de 1970) és un dibuixant de còmics belga.

## Vida i obra
Després d'estudiar estudis artístics a l'Institut Saint-Luc de Lieja, Gazzotti es va orientar ràpidament al món dels còmics i des de 1988 fa petits treballs. Esdevé assistent de Philippe Tome i de Janry a l'àlbum Spirou i Fantasio a Moscú i a la sèrie Le Petit Spirou.
El 1990 Tome li proposa que reprengui la sèrie Soda que havia estat abandonada pel dibuixant Luc Warnanat. Gazzotte dibuixa aquesta sèrie fins al 2005, quan Dan Verlinden pren el relleu de Gazzotti en dibuixar el volum 12.
El gener de 2006 Gazzotti signa el dibuix del primer episodi d'una nova sèrie de ciència-ficció juvenil amb col·laboració del guionista Fabien Vehlmann, Seuls. Amb aquesta sèrie aconsegueixen un gran èxit de crítica i de públic.

## Obres

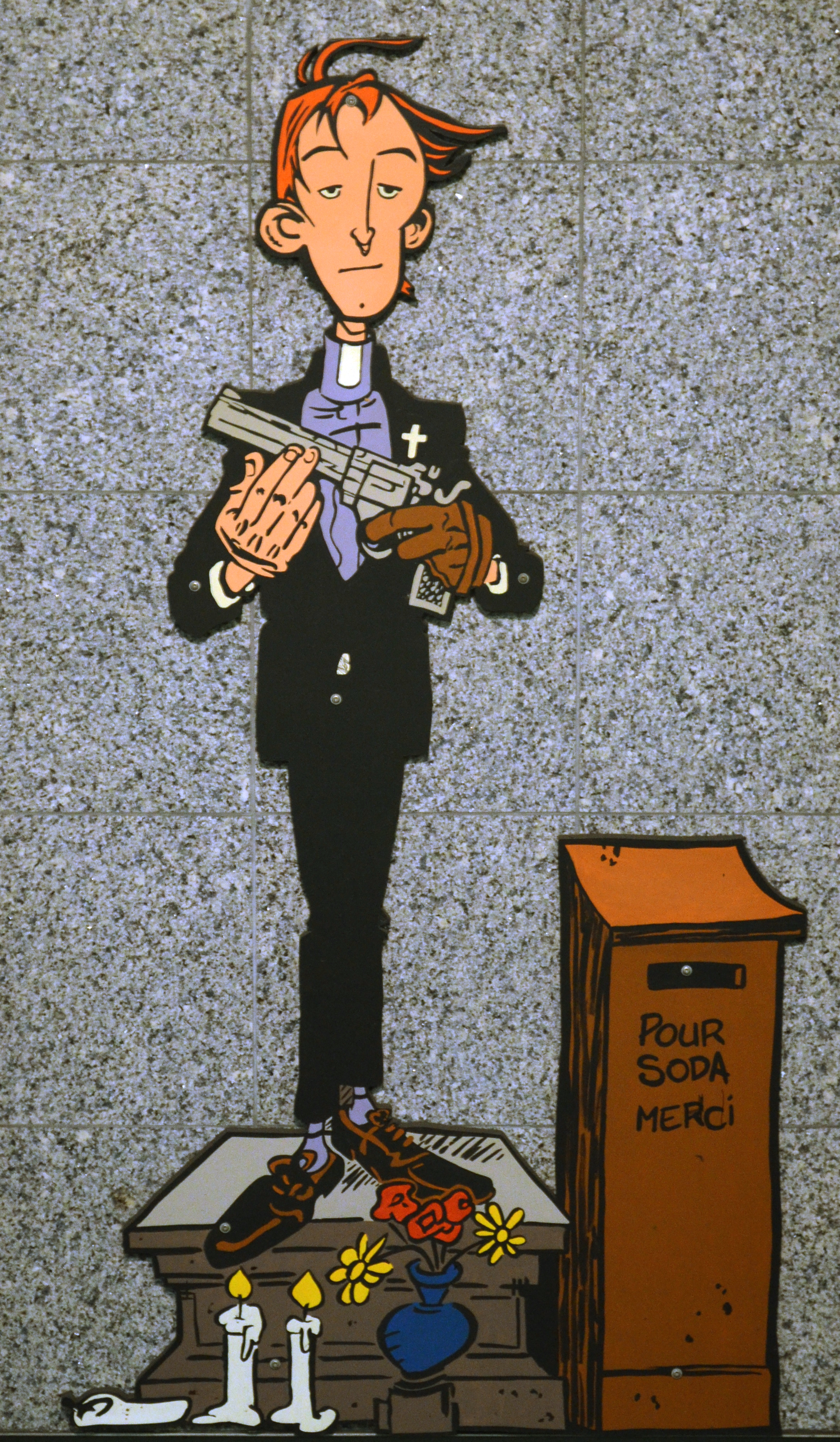
Soda, personatge dibuixat per Bruno Gazzotti.

- Soda

### Revistes
- Spirou
  - Tune buteras point, nº 2736 de 19 de setembre de 1990 al nº 2750 del 26 de desembre de 1990.
  - Dieu est mort ce soir del nº 2840 del 16 de setembre de 1992 al número 2850 del 25 de novembre de 1992.
  - Furer chez les saints, del nº 2883 del 14 de juliol de 1993 al nº 2892 del 15 de setembre de 1993.
  - Confession express, del nº 2935 del 13 de juliol de 1994 al nº 2933 del 14 de setembre de 1994.
  - Lève-toi et meurs, del nº 2987 del 12 de juliol de 1995 al número 2999 del 4 d'octubre de 1995.
  - Tuez en paix, del nº 3035 del 12 de juny de 1996 al número 3045 del 21 d'agost de 1996.
  - Et délivre-nous du mai, del nº 3095 del 6 d'agost de 1997 al número 3105 del 15 d'octubre de 1997.
  - Dieu seul le sait, del nº 3160 del 4 de novembre de 1998 al número 3170 del 13 de gener de 1999.
  - Prières et balistique, del nº 3306 del 22 d'agost de 2001 al número 3316 del 31 d'octubre de 2001.
  - Code Apocalypse, del nº 3493 del 23 de març de 2005 al número 3502 del 25 de maig de 2005.
- Bedeka
  - Code Apocalypse, 2005.

### Àlbums
- Soda, Horizon BD, 2008.

## Premis
- 2007: Premi a l'autor jove: de 9-12 anys del Festival del Còmic d'Angulema per Seuls, t. 1.